# Titu Cusi Yupangui
Diego de Castro Titu Cusi Yupangui, también conocido modernamente como Titu Cusi Yupanqui, (Cuzco, c. 1536 - Vilcabamba,  1570), hijo natural de Manco Inca, fue un noble y cronista inca que, entre 1563 y 1570, ocupo el cargo de tercer monarca del reino de Vilcabamba. 
Su medio hermano Sayri Túpac, el 2° inca de Vilcabamba, decidió aceptar las condiciones ofrecidas por los españoles y renunciar al trono, por lo que Titu Cusi Yupanqui se convirtió en el nuevo gobernante del reino de Vilcabamba, un pequeño reducto inca que comprendía la propia ciudad de Vilcabamba, así como las localidades de Vitcos y Rangaya.

## Gobierno

### Inicio de su gobierno
Desde los primeros momentos de su mandato Titu mostró su gran belicosidad. Continuamente armaba a sus hombres y mandaba atacar pueblos, ciudades y caminos. De esta forma consiguió dominar en poco tiempo muchas tierras en las que cultivaba maíz, cañigua, quinua y bastante cantidad de coca, que producía en los valles calientes, desde donde era transportada al Cusco, Abancay, Andahuaylas y el Collao, lugares de buena venta por la mucha demanda. A base de estos productos el Inca se enriqueció rápidamente.

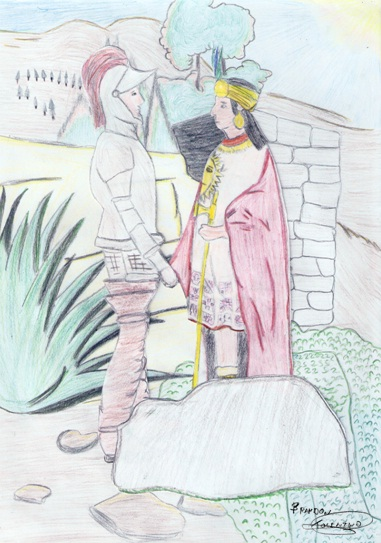
Dibujo del Tratado de Acobamba

### Reinicio de las negociaciones
La corona española decidió terminar con la guerra, reinició negociaciones bajo el gobierno de Lope García de Castro, enviando al mensajero Rodríguez de Figueroa, quien llegó a Pampacona y se entrevistó con el Inca a quien encontró lujosamente vestido mostrando su gran poder. Titu lo aceptó y designó a dos personas para que se ocupasen de sus asuntos: por notario, al mestizo Martín de Pando y de apoderado en el Cusco a Juan de Betanzos, casado con una prima suya, Cuxirimay Ocllo.

#### Firma del tratado de Acobamba y sus resultados
Titu firmó con las autoridades del Virreinato del Perú el Tratado de Acobamba en 1566. En dicho tratado se ponía fin a las hostilidades, se le otorgaba el Título de Inca a él y a sus descendientes y se perdonaban los actos cometidos mutuamente durante la guerra. El Inca aceptó el catolicismo y recibió el bautismo con el nombre de Diego de Castro con su familia en 1568. Además autorizó la entrada de misioneros en Vilcabamba. Estos hechos que no fueron bien vistos por los curacas más radicales. 
Ello no impidió que el Inca se mantuviese firme en lo que respecta a su soberanía, por lo que llegó a dictar a un escribano, en 1570, una carta al rey Felipe II de España, en la que exponía los agravios a los que su pueblo había sido sometido ("Relación de cómo los españoles entraron en Birú y el subceso que tuvo Manco Inca en el tiempo que entre ellos vivió").

## Defunción
Su muerte fue en el año 1570, posiblemente causada por una pulmonía, aunque no hay evidencia de ello, fue un problema para los misioneros Agustinos que lograron entrar tras la capitulación, ya que en su afán de ayudar le dieron brebajes que los andinos pensaron era veneno. El religioso Diego Ortiz fue encontrado culpable siendo torturado y ajusticiado posteriormente. Los españoles y mestizos que se encontraban en Vilcabamba también fueron “ajusticiados” y nuevamente comenzaron las hostilidades. 
La élite buscó un sucesor y fue así que su hermano adolescente Túpac Amaru empuñó el cetro y se ciñó la mascapaicha a comienzos de 1571.

## Obra escrita
El inca Titu Cusi Yupangui es el único soberano inca en haber dejado una obra escrita, por lo que también es conocido como "el Inca cronista". Se trata de un manuscrito en castellano conocido como Instrucción al licenciado Lope García de Castro. Incluye instrucciones que el virrey García de Castro se había comprometido a cumplir y una relación dirigida a Felipe II. En esta última, se ofrece una narración de la conquista hispánica y de la vida y hazañas de su padre Manco Inca. Los términos indígenas y los pasajes en quechua incluyen los rasgos chinchaysuyos identificados como de la variedad quechua de la nobleza cuzqueña, como la sonorización de oclusivas después de un segmento nasal.
Una edición de acceso libre de la Instrucción se ofrece como enlace externo de este artículo.